# Ontbijtkoek
El ontbijtkoek (literalmente ‘galleta de desayuno’, aunque también puede traducirse por ‘pan de jengibre’[cita requerida]) es un pastel especiado holandés. El centeno es su ingrediente más importante, dándole al pastel un color marrón claro. A menudo se especia con clavo, canela, jengibre, cáscara confitada y nuez moscada. Las diversas regiones de los Países Bajos tienen sus propias recetas locales, siendo la más importante el oudewijvenkoek (‘pastel de vieja’), que se come fundamentalmente en el norte. El ontbijtkoek se servía originalmente para desayunar con una gruesa capa de mantequilla encima, en lugar de pan. Sin embargo, debido a su sabor dulce se sirve también como aperitivo, la mayoría de las veces junto a una taza de café.
En Alemania son muy típicos los Honigkuchen (lit. tarta de miel), que tienen el mismo concepto pero mezclados con miel.